# 花見台自動車
株式会社花見台自動車（はなみだいじどうしゃ）は、福島県いわき市好間工業団地に本社を置く、スライドボディ式車載専用車キャリアカーおよびトレーラを製造・販売するメーカーである。
元々は自動車修理鈑金業だったが、自動車修理業の納車業務改善のために、1972年にトヨタ・ダイナのシャーシにスライド式荷台を架装した日本初のスライドボディ式車載専用車「セフテーローダ」を開発・製品化した。

## 主力製品・事業
- キャリアカー
- ダンプカー（スライド+ダンプ）
- トレーラ

## 主要事業所
- 本社・本社工場 - 福島県いわき市好間工業団地23-1
- 横浜支社 - 神奈川県横浜市金沢区福浦1-3-17

## 沿革
- 1965年4月 - 横浜市保土ケ谷区花見台の地に『有限会社花見台自動車』を設立。
- 1974年4月 - 横浜市旭区矢指町に工場を建設。
- 1977年4月 - 『株式会社花見台自動車』と組織改革する。
- 1983年1月 - 横浜市金沢工業団地へ移転。
- 1989年9月 - 福島県いわき市好間工業団地に主力工場を移転。
- 1990年12月 - 本社をいわき工場に移転。